# Christof Paulus

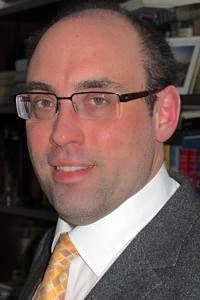
Christof Paulus

Christof Paulus (* 1974) ist ein deutscher Historiker.

## Leben und Wirken
Christof Paulus studierte ab 1995 Deutsch, Geschichte, Latein und Griechisch an der Ludwig-Maximilians-Universität München (LMU) und in Rom. In München legte er 2001 sein Erstes Staatsexamen und 2002 die Magisterprüfung in Bayerischer Geschichte, Mittelalterlicher Geschichte und Mediävistik ab. Von 2002 bis 2004 war er Promotionsstipendiat. Nach der Promotion 2005 (Auszeichnung mit dem Michael‐Doeberl‐Preis 2006) legte er 2007 das Zweite Staatsexamen ab und war im Lehrdienst am Gymnasium tätig. Parallel dazu war er ab 2010 Lehrbeauftragter und von 2011 bis 2013 wissenschaftlicher Mitarbeiter an der LMU. Nach der Habilitation 2012 mit venia legendi in Mittelalterlicher Geschichte und Bayerischer Landesgeschichte (Auszeichnung mit dem Max-Spindler-Preis 2014) vertrat er im Sommersemester 2013 den Lehrstuhl für Bayerische und Fränkische Landesgeschichte an der Universität Erlangen. Im Jahr 2016 beendete er die Tätigkeit im Schuldienst. Paulus wurde 2019 zum außerplanmäßigen Professor an der Universität München ernannt. Im Sommersemester 2021 hatte er eine Lehrstuhlvertretung für Mittelalterliche Geschichte an der Universität Regensburg.
Paulus ist auf lokaler Ebene wissenschaftspolitisch aktiv. Er ist Vorstand in der Schwäbischen Forschungsgemeinschaft, Beirat des Verbands bayerischer Geschichtsvereine, außerordentliches Mitglied der Bayerischen Benediktinerakademie, Wahlmitglied der Gesellschaft für fränkische Geschichte, Vorstand im Historischen Verein für Schwaben und Vorstand im Verein für Augsburger Bistumsgeschichte e. V. Seit 2016 ist er abgeordnet an das Haus der Bayerischen Geschichte. Dort war unter anderem in die Landesausstellung „Bier in Bayern“ involviert, für die er den Festvortrag hielt.
Paulus gab 2017 mit Roman Deutinger die erzählenden Quellen zur Fürstenhochzeit zwischen dem bayerischen Herzogssohn Georg und der polnischen Königstochter Hedwig in Landshut 1475 in einem Band zusammengefasst, kommentiert und mit Register versehen heraus. Mit Deutinger arbeitet Paulus an einer Edition der Werke Gottschalks von Benediktbeuren aus der Mitte des 11. Jahrhunderts.
Paulus gilt in der Region als versierter Kirchenchorsänger, der bei der Hochzeit Felipas von Bayern mit dem Filmproduzenten Christian Dienst auftrat.

## Schriften (Auswahl)
Monographien
- Das Pfalzgrafenamt in Bayern im Frühen und Hohen Mittelalter (= Studien zur Bayerischen Verfassungs- und Sozialgeschichte. Band 25). Kommission für Bayerische Landesgeschichte, München 2007, ISBN 978-3-7696-6875-9.
- Machtfelder. Herzog Albrecht IV. von Bayern (1447/1465–1508) zwischen Dynastie, Territorium und Reich (= Forschungen zur Kaiser- und Papstgeschichte des Mittelalters. Band 39). Böhlau, Wien u. a. 2015, ISBN 978-3-412-50138-9 (online).

Herausgeberschaften
- mit Thomas M. Bohn, Adrian Gheorghe und Albert Weber: Corpus Draculianum. Dokumente und Chroniken zum walachischen Fürsten Vlad dem Pfähler, 1448–1650. Wiesbaden 2017–2018.
  - Teil 1. Die Überlieferung aus der Walachei. 2017, ISBN 3-447-10212-8.
  - Teil 2. Die Überlieferung aus Ungarn, Mitteleuropa und dem Mittelmeerraum. 2018, ISBN 978-3-447-10628-3.
- mit Roman Deutinger:  Das Reich zu Gast in Landshut. Die erzählenden Texte zur Fürstenhochzeit des Jahres 1475. Thorbecke, Ostfildern 2017, ISBN 3-7995-1155-5.